# Primula sinensis
Primula sinensis es una especie perteneciente a la familia de las primuláceas. Es originaria de China.

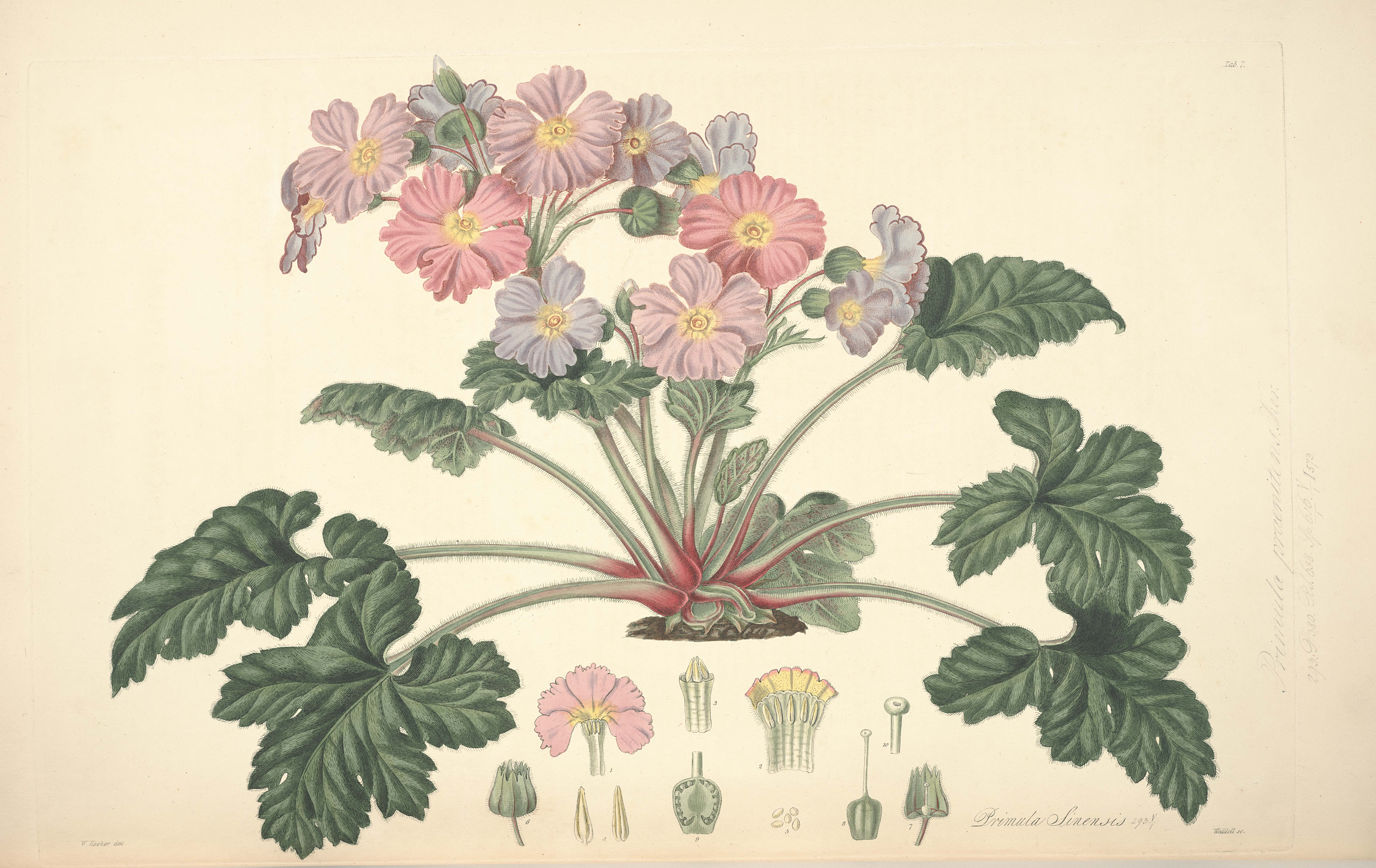
Ilustración

## Descripción
Es una planta herbácea perennifolia, con abundantes pelos multicelulares, por lo general sin restos de hojas viejas en la base. Las hojas formando una roseta; con pecíolo de 10 - 20 cm, suculentas, la lámina de la hoja ampliamente ovada a subredondeada, de 4 - 12 cm de ancho, la base cordada, palmatilobadas a 1/2 de su anchura; lóbulos 7-9, oblongos a ovados, el margen dentado grueso de incisión-lobulado, lóbulos serrados. Escapos de 10 - 30 cm; con umbelas terminales 1, 2 o 3 superpuestas, con 3 a 12 flores; brácteas lanceoladas a oblongo-lanceoladas, 1 - 3 cm. Pedicelo 2 - 5 cm. Flores heterostilas. Cáliz 0,8 - 1,5 cm, la ampliación a 2 cm en las frutas, inflados en la base, subglobosos, se separaron para 1/3--2/5; lóbulos ovado-triangular, a menudo con los dientes desiguales, ápice agudo. Corola de color rosa a rosa o lila; tubo un poco más largo que el cáliz, pubescente por fuera; extremidad 1,5 a 4 cm de ancho; lóbulos anchamente obovados. El fruto es una cápsula globosa, 8-9 mm de diámetro, más cortos que el cáliz.. Fl. Diciembre-febrero.

## Distribución y hábitat
Se encuentra en las áreas sombreadas en los barrancos, bosques mixtos, a una altitud de 1000 metros, en Guizhou y Sichuan (monte Emei) de China.

## Propiedades
Primulin es una antocianina encontrada en P. sinensis.

## Taxonomía
Primula sinensis fue descrita por Sabine ex Lindley y publicado en Collectanea Botanica, pl. 7. 1821.
Citología
El número de cromosomas es de:  2 n = 22, 24, 36, o 48.
Etimología
Primula: nombre genérico que proviene del latín primus o primulus = "primero", y refiriéndose a su temprana floración. En la época medieval, la margarita fue llamada primula veris o "primogénita de primavera".
sinensis: epíteto geográfico que alude a su localización en China.
Sinonimia
- Auganthus praenitens Link
- Oscaria chinensis Lilja
- Primula mandarina Hoffmanns.
- Primula praenitens (Link) Ker Gawl.
- Primula semperflorens Loisel. ex Steud.
- Primula sertulosa J. Kickx
- Primulidium sinense Spach[5]